# Басберг
Басберг (нем. Basberg) — община в Германии, в земле Рейнланд-Пфальц. 
Входит в состав района Вульканайфель. Подчиняется управлению Хиллесхайм.  Население составляет 65 человек (на 31 декабря 2010 года). Занимает площадь 2,32 км².